# Oranienburg
Oranienburg este un oraș din landul Brandenburg, Germania.

## Vezi și
- Lagărul de concentrare Sachsenhausen